# Leopold Müller
Leopold Stanisław Müller (ur. 2 stycznia 1892, zm. 18 lutego 1935 w Warszawie) – podpułkownik dyplomowany piechoty Wojska Polskiego.

## Życiorys
Urodził się 2 stycznia 1892. Jesienią 1910 rozpoczął zawodową służbę w c. i k. Armii. Na stopień chorążego piechoty został mianowany ze starszeństwem z 1 września 1910 i wcielony do 20 galicyjskiego pułku piechoty w Krakowie. W latach 1912–1913 wziął udział w mobilizacji sił zbrojnych Monarchii Austro-Węgierskiej, wprowadzonej w związku z wojną na Bałkanach. Na stopień podporucznika piechoty został awansowany ze starszeństwem z 1 maja 1913. W czasie I wojny światowej walczył w szeregach macierzystego pułku.
19 lutego 1919 został przyjęty z dniem 1 listopada 1918 do Wojska Polskiego i zatwierdzeniem posiadanego stopnia porucznika ze starszeństwem od dnia 1 maja 1915 oraz przydzielony do dowództwa II batalionu 1 pułku strzelców podhalańskich. Z dniem 18 marca 1919 został przeniesiony z 19 pułku piechoty do Departamentu I Ministerstwa Spraw Wojskowych.
W stopniu kapitana ukończył II Kurs Normalny w Wyższej Szkole Wojennej od 1920 do 1921. Uzyskał tytuł oficera dyplomowanego. Później awansowany do stopnia majora Sztabu Generalnego piechoty ze starszeństwem z dniem 1 czerwca 1919. Do jesieni 1923 jako oficer nadetatowy 37 pułku piechoty z Kutna służył w Oddziale IIIa w Biurze Ścisłej Rady Wojennej. Był współautorem, wydanej przez 1923 przez Wojskowy Instytut Naukowo-Wydawniczy, kilkutomowej publikacji pt. Almanach oficerski na rok 1923/24. Następnie został awansowany na stopień podpułkownika piechoty ze starszeństwem z dniem 15 sierpnia 1924. Z dniem 15 października 1923 został przydzielony do dowództwa 4 Dywizji Piechoty w Toruniu na stanowisko szefa sztabu. Z dniem 1 lipca 1925 został przeniesiony do Oddziału III Sztabu Generalnego. W kwietniu 1928 został przeniesiony z Biura Ogólno Organizacyjnego Ministerstwa Spraw Wojskowych do 55 pułku piechoty w Lesznie na stanowisko zastępcy dowódcy pułku. 23 grudnia 1929 roku został przeniesiony do Wyższej Szkole Wojennej na stanowisko wykładowcy. Zasiadł w komitecie redakcyjnym Towarzystwa Polskiej Wiedzy Wojskowej. W październiku 1931 został przeniesiony na stanowisko szefa Samodzielnego Wydziału Wojskowego Ministerstwa Rolnictwa. Do śmierci pracował w Biurze Wojskowym Ministerstwa Rolnictwa i Reform Rolnych.
Zmarł 18 lutego 1935 w Warszawie. Został pochowany na Cmentarzu Wojskowym na Powązkach w Warszawie (kwatera A10-8-12).

## Ordery i odznaczenia
- Krzyż Kawalerski Orderu Odrodzenia Polski – 31 grudnia 1923[27][28]
- Złoty Krzyż Zasługi
- Medal Niepodległości – 9 listopada 1933 „za pracę w dziele odzyskania niepodległości”[29][30]
- Brązowy Medal Zasługi Wojskowej z mieczami na wstążce Krzyża Zasługi Wojskowej[6]
- Krzyż Pamiątkowy Mobilizacji 1912–1913[3]